# Exocentrus tantillus
Exocentrus tantillus är en skalbaggsart som beskrevs av Holzschuh 2007. Exocentrus tantillus ingår i släktet Exocentrus och familjen långhorningar. Inga underarter finns listade i Catalogue of Life.